# La malquerida (obra de teatro)
La malquerida es una obra de teatro escrita por el dramaturgo español Jacinto Benavente y estrenada el 12 de diciembre de 1913 en el Teatro de la Princesa de Madrid. 
El autor la subtitula «Drama en tres actos y en prosa», y está ambientada «en un pueblo de Castilla» —quizá en la provincia de Toledo—, lo que ha llevado a clasificarla como drama rural. En efecto, el habla de los personajes, sus giros y modismos son los propios de un ambiente rural castellano de principio del siglo XX, pero la trama, más que de un drama rural es propia de una auténtica tragedia, claramente emparentada con la tradición trágica griega.
La obra está dedicada por su autor a la actriz María Guerrero, que representó el papel de Raimunda la noche de su estreno.

## Personajes
- Los amos:
  - La Raimunda, labradora rica, madre de Acacia, casada en segundas nupcias con Esteban, después de haber perdido marido y tres hijos. No tiene hijos de su segundo matrimonio.
  - Esteban, segundo marido de Raimunda y padrastro de Acacia, que le aborrece.
- Los criados:
  - La Juliana, criada fiel, algo deslenguada, muy unida al ama, con gran penetración psicológica, pese a su falta de instrucción.
  - El Rubio, criado que hace las veces de escudero de su amo, Esteban. Fiel y obediente, ansía «tener mando, mucho mando».
  - Bernabé, otro criado leal de la casa.
- Los jóvenes:
  - La Acacia, hija de Raimunda y de su primer marido. Hijastra de Esteban, el segundo marido. Siente una gran dependencia afectiva por su madre, pero un rechazo afectivo mayor aún por su padrastro.
  - Milagros, amiga y confidente de la Acacia.
  - Faustino, hijo del tío Eusebio y novio de Acacia. Precisamente, cuando empieza la obra, se está celebrando en la casa la petición de mano, es decir, el compromiso matrimonial entre ambos.
  - Norberto, sobrino de Raimunda y primo de Acacia, y antiguo novio suyo.
- Los vecinos:
  - El tío Eusebio, labrador rico del pueblo vecino de El Encinar, padre de Faustino y de otros cuatro hijos.
  - Doña Isabel, La Fidela, La Engracia, La Bernabea, La Gaspara, personajes de bulto, que apenas intervienen en el diálogo y en la acción.

## Lugar y tiempo
La obra está divida en tres actos. El primer acto se desarrolla en la sala de la casa principal de la familia, ubicada en un pueblo que no se nombra. Los actos segundo y tercero en una portalada de El Soto, una casa de labor alejada de la población principal.
El texto no especifica claramente las duraciones, pero entre el primer y segundo acto puede pasar alrededor de una semana, y entre el segundo y el tercero, no más de dos días. En conjunto, la trama se desarrolla en una semana y media.

## Argumento

### Acto primero
En casa de Raimunda y su segundo marido, Esteban, se está celebrando la petición de mano de Acacia con Faustino, hijo del tío Eusebio, con la asistencia de varios vecinos y vecinas. La escena es coral: todos se están despidiendo ya, dando sus parabienes a los novios y a sus padres. 
Mientras las visitas se van a sus casas, Acacia logra que su amiga Milagros se quede a cenar, y mantiene un aparte con ella en el que se sincera. Le va enseñando varios recuerdos que atesora en el cajón de una cómoda, como los regalos que le ha ido haciendo Esteban desde que era niña, o como la última carta que le envió Norberto, su anterior novio, que rasga y quema despechada. Confiesa que se casa con Faustino sin gran ilusión; hubiera preferido quedar soltera en casa, con su madre, si esta no se hubiera casado en segundas nupcias.
En esto se oye un disparo. Toda la casa se alborota, sobre todo cuando se constata que han matado en el camino a Faustino, el novio. Inmediatamente todas las sospechas se dirigen contra Norberto, el antiguo novio, por celos.

### Acto segundo
Unos días después, en El Soto, una casa de labranza algo alejada, propiedad de la familia, Esteban comenta lo revuelta que está la opinión en el pueblo. Norberto acaba de ser puesto en libertad por las autoridades, ya que no encuentran pruebas contra él. Pero los hermanos de Faustino no lo aceptan y amenazan con tomarse la justicia por su mano. 
Llega el tío Eusebio, el padre del muerto, lamentándose de la libertad de Norberto y temeroso de que sus hijos procedan a vengarse de él. No entiende que Norberto haya sido exculpado, y deja caer que la familia de Raimunda, y Acacia en particular, lo están encubriendo y han callado detalles inculpatorios. Sugiere que lo que el antiguo novio no ha hecho directamente, lo ha podido encargar a otro porque 

«a nadie nos falta un criado que es como un perro fiel en la casa pa obedecer lo que se le manda».
Acto II, escena II

En esto interrumpe, borracho, el criado el Rubio, que se ha ido de la lengua en la taberna del pueblo y que ha mostrado poseer abundancia de dinero. Es enviado a dormir la mona. Mientras Esteban acompaña de vuelta al tío Eusebio, Bernabé, otro criado, le cuenta a Raimunda que Esteban y el Rubio tuvieron palabras mayores en el pueblo, y que aquel tuvo que sacarle de la taberna a empellones.
Llega luego Norberto llamado por su tía, Raimunda, que quiere saber de una vez qué ha pasado. Norberto está muerto de miedo, temiendo seguir la misma suerte que Faustino. Termina declarando que es el Rubio el que ha matado a Faustino; que alguien le ha dado dinero por ello; que a él, Norberto, se le amenazó para que dejara de cortejar a Acacia; y que en el pueblo corre una copla sobre ella en que la llaman la Malquerida. De todo ello deduce Raimunda que es Esteban el que ha pagado al Rubio para que cometa el asesinato. Aparece Acacia, que sigue negándose a llamar padre a Esteban, y confiesa a su madre que su padrastro la acosa, pero que ella no consiente. El criado Bernabé acude a anunciar que los hijos del tío Eusebio, hermanos del asesinado, tienen rodeada la finca para atentar contra Norberto, en cuanto emprenda el camino de vuelta al pueblo.

### Acto tercero
Dos días después, Norberto, herido menos grave por los hijos del tío Eusebio, está refugiado en El Soto, curándose. Esteban y el Rubio evitaron males mayores enfrentándose a los hermanos de Faustino, que fueron después detenidos. Esteban y el Rubio han dormido fuera de la casa, en el campo.
Se produce un penetrante diálogo entre la criada Juliana y Acacia sobre Esteban. Ella espera que lo detengan pronto y Juliana le contesta que una cosa es que Raimunda sepa que es culpable y otra que lo vaya a decir a todo el mundo. Está por medio el honor de la casa y la familia, y la honra de la propia Acacia. Juliana deja claro que los criados no dirán a la justicia sino lo que Raimunda les mande decir. Acacia afirma odiar a Esteban hasta el punto de reprochar a su madre que le haya querido, razón por la que ella no quiere a su madre como hubiera debido. Juliana, muy lúcidamente, le contesta que ella tiene la culpa de todo, que un odio tan intenso, que abarca a su propia madre, no es un odio normal sino uno que proviene de un oculto amor apasionado y posesivo, con envidia hacia la madre. Acacia, por supuesto, lo niega.
Vuelven Esteban y el Rubio del campo, y mantienen un diálogo iluminador. El Rubio le dice a Esteban que es en casa donde deben estar, no huidos en el campo. Se lamenta de que no haya muerto Norberto, sobre el que hubiera sido fácil hacer recaer todas las culpas. Insiste en que hay que evitar que hablen públicamente las mujeres. Él se lamenta de haber sido imprudente, dejándose llevar por la bebida y exhibiendo dinero, e insiste en que Esteban debió haber forzado a Acacia para que declarara falsamente que Norberto se la tenía jurada a Faustino. Esteban se lamenta de que haya habido un muerto y el Rubio le recuerda que lo provocó su descontrolada pasión incestuosa por Acacia, al no poder soportar que, al casarse, tuviera que abandonar la casa. Pero el Rubio insiste en que él no persigue el dinero, sino la continuidad de su puesto en la familia. Él está dispuesto a asumir toda la culpa y a pasar unos años en prisión, todo por lealtad a Esteban y «por tener mando».
Sigue luego un diálogo entre Esteban y Raimunda. Esteban, derrotado y lloroso, habla de entregarse a la justicia. Raimunda se opone por la honra de la casa y especialmente de su hija. Lo importante es que el incesto no salga a la luz, y si eso se logra, se puede intentar seguir como si nada hubiera pasado. Raimunda está a punto de perdonar a Esteban como demuestra este reproche ambivalente de fina psicología en que se alternan ternura y recriminación:

Límpiate esos ojos. ¡Sangre tenían que haber llorao! Bebe una poca agua. ¡Veneno había de ser! No bebas tan aprisa, que estás too sudao. ¡Mira cómo vienes, arañao de las zarzas! ¡Cuchillos habían de haber sío! ¡Trae aquí que te lave, que da miedo verte!
Acto III, escena IX

Raimunda afirma que ha sido un buen marido y, para lograr recuperar la estabilidad matrimonial, propone alejar a Acacia, primero al convento del Encinar y luego a casa de una tía en una población distante. Así lograrán seguir como antes, aunque siempre quede entre ambos la presencia de un muerto, algo que no se puede borrar. 
Acacia, que ha estado escuchando, aparece para dejar claro su desacuerdo: ella, inocente, es alejada; él, culpable, queda en casa. Raimunda le recuerda que ella también tiene culpa por no haber sabido ser una hija para su padrastro. Raimunda, una vez más, quiere que Acacia abrace a Esteban y le llame padre. No lo consigue y Esteban procede a marcharse, pero un grito desesperado de Acacia pide a Raimunda que le impida hacerlo. Esteban se vuelve hacia Acacia y ambos se abrazan y se besan, pero en la boca, como amantes, no como padre e hija. Ante el asombro de Raimunda, Acacia confiesa que Esteban ha sido el único hombre de su vida. Raimunda, horrizada ante la evidencia del incesto, llama a los criados y vecinos para denunciar públicamente a ambos como mala hija y como asesino. Esteban quiere huir con Acacia y amenaza con la escopeta a quien se oponga. Raimunda se opone, recibe un disparo y muere afirmando que con su sangre ha salvado a su hija.

## Representaciones y adaptaciones

### Teatro
- 1913 (estreno). Intérpretes: María Guerrero, Fernando Díaz de Mendoza, Ernesto Vilches, María Fernanda Ladrón de Guevara, Irene López Heredia, Carmen Ruiz Moragas, Ricardo Juste.
- 1930. Intérpretes: María Tereza Montoya.
- 1933. Intérpretes: Ana Adamuz.
- 1935. Intérpretes: Lola Membrives.
- 1957. Dirección: Claudio de la Torre. Intérpretes: María Isabel Pallarés, María Rus, Pepita C. Velázquez, Ana Adamuz, Victoria Rodríguez, María del Carmen Díaz de Mendoza, Angel Picazo, Luisa Sala, Rafael Alonso, Emilio Menéndez, y Ramón Corroto.
- 1974: Dirección: Juan Guerrero Zamora. Intérpretes: Carmen Bernardos, Juan Luis Galiardo, Elisa Ramírez, Ana del Arco, Francisco Marsó, Alberto Bobé, Miguel Ángel.
- 1977: Dirección: Enrique Álvarez Diosdado. Intérpretes: Amelia de la Torre, Enrique Diosdado, Ángel Quesada, Rosa Fontana, Ana María Méndez, Maite Tojar, Ricardo Alpuente.
- 1988, en el Teatro Español, de Madrid. Dirección: Miguel Narros. Intérpretes: Ana Marzoa, José Pedro Carrión, Helio Pedregal, Aitana Sánchez-Gijón, Carmelo Gómez, Margarita Calahorra, Ángel de Andrés.[8]
- 1996. (Adaptación musical). Dirección: Alfredo Mañas. Intérpretes: Esperanza Roy, Daniel Fernández, Esperanza Lara.
- 2000. Dirección: Joaquín Vida. Intérpretes: Nati Mistral, Carlos Ballesteros, Mar Bordallo, Carmen Serrano.
- 2014. Dirección: Antonio Saura. Intérpretes: Esperanza Clares, Manuel de Reyes, Allende García.[9]

### Cine
- 1914. Dirección: Ricardo de Baños. Intérpretes: Antonia Arévalo, Francisco Fuentes, Carmen Muñoz Gar.
- 1940. La malquerida. Dirección: José López Rubio. Intérpretes: Társila Criado, Julio Peña, Luchy Soto, Jesús Tordesillas.
- 1949. La malquerida. Dirección: Emilio Fernández. Intérpretes: Dolores del Río, Pedro Armendáriz y Columba Domínguez.

### Televisión
- 1968, 27 de febrero. En el espacio de TVE Estudio 1. Intérpretes: Mary Carrillo, Antonio Casas, Nuria Torray, José María Prada. Versión: Francisco de Cossío. Adaptación, dirección y realización: Alberto González Vergel
- 1977, 17 de octubre. Emisión de una representación en directo en el espacio de TVE El Teatro.  Intérpretes: Amelia de la Torre, Enrique Diosdado, Rosa Fontana, Ángel Quesada.
- 2006. En el espacio de TVE Estudio 1. Intérpretes: Mercedes Sampietro, José Coronado, Alba Alonso, Eva León, Julia Trujillo, María Elena Flores.
- 2014. En el espacio de Televisa. Versión y libretos: Ximena Suárez. Intérpretes: Victoria Ruffo, Christian Meier, Ariadne Díaz, Mane de la Parra.